# Universidade Sainte-Anne
A Universidade Sainte-Anne é uma universidade de língua francesa na área sudoeste da Nova Escócia, Canadá. Ela e a Universidade de Moncton em Nova Brunswick são as únicas universidades de língua francesa nas províncias marítimas do Canadá.